# Função elementar
Em matemática, as funções elementares são, intuitivamente, aquelas que podem ser escritas como fórmulas explícitas, envolvendo apenas as operações elementares (soma, subtração, multiplicação, divisão e raiz) e um conjunto limitado de funções elementares, normalmente as funções trigonométricas, a exponencial e o logaritmo.

## Exemplos e contraexemplos
Exemplos de funções elementares incluem:
{\displaystyle {\frac {e^{\tan(x)}}{1-x^{2}}}\sin \left({\sqrt {1+\ln ^{2}x}}\,\right)}
e
{\displaystyle \ln(-x^{2}).}
O domínio desta última função não inclui nenhum número real.
Um exemplo de uma função que não é elementar é a função erro:
{\displaystyle \mathrm {erf} (x)={\frac {2}{\sqrt {\pi }}}\int _{0}^{x}e^{-t^{2}}\,dt,}
Este resultado pode ser demonstrado usando-se o algoritmo de Risch.
1. ↑  «Funções». Só Matemática. Consultado em 6 de março de 2021